# Lenovo K900
De Lenovo K900 is een phablet van de Chinese fabrikant Lenovo. Het toestel wordt geleverd met Android-versie 4.2. De phablet wordt als eerste op de Chinese markt uitgebracht en is alleen verkrijgbaar in het zwart.
De K900 heeft een schermdiagonaal van 5,5 inch en behoort daarmee tot de phablets. Het aanraakscherm heeft een HD-resolutie van 1080p. De K900 draait op een dualcore-processor van Intel en is geklokt op 2 GHz. Het werkgeheugen bedraagt 2 GB en het opslaggeheugen bestaat uit 16 GB. Aan de achterkant van de phablet bevindt zich een 13 megapixelcamera, terwijl zich aan de voorkant een camera bevindt van 2 megapixel.